# Palazzo Nathan
Palazzo Nathan é um palácio eclético localizado no número 122 da Via Torino, no rione Castro Pretorio de Roma. Atualmente abriga o Hotel Le Petit.

## História
Este palácio foi construído por Cesare Janz em 1889 e apresenta o estilo característico do reinado do rei Humberto I da Itália ("humbertino"). Seu nome é uma referência a Ernesto Nathan (1845-1921), prefeito (em italiano:  sindaco) da Comuna de Roma entre 1907 e 1913 e novamente entre 1917 e 1919, que viveu e morreu ali. Nathan também foi grão-mestre do Grande Oriente da Itália entre 1896 e 1904 e entre 1917 e 1919.
O edifício tem cinco andares e sua fachada é lindamente decorada, especialmente no terceiro e no quarto pisos, nos quais as janelas contam com belas cornijas com cariátides e colunas caneladas de altura dupla. Na esquina da Via Torino com uma viela de serviço estão varandas com colunas, uma quadrangular embaixo e uma curva no alto.